# Viktor Vasnetsov
Viktor Mikhailovich Vasnetsóv (em russo: Виктор Михайлович Васнецов; Kirov, 3 de maiojul./ 15 de maio de 1848greg. – Moscou, 23 de julho de 1926) foi um artista russo que se especializou na temática da mitologia e em temas históricos. É actualmente considerado uma das figuras-chave do movimento revivalista na arte russa.

## Biografia

### Infância (1848-1858)

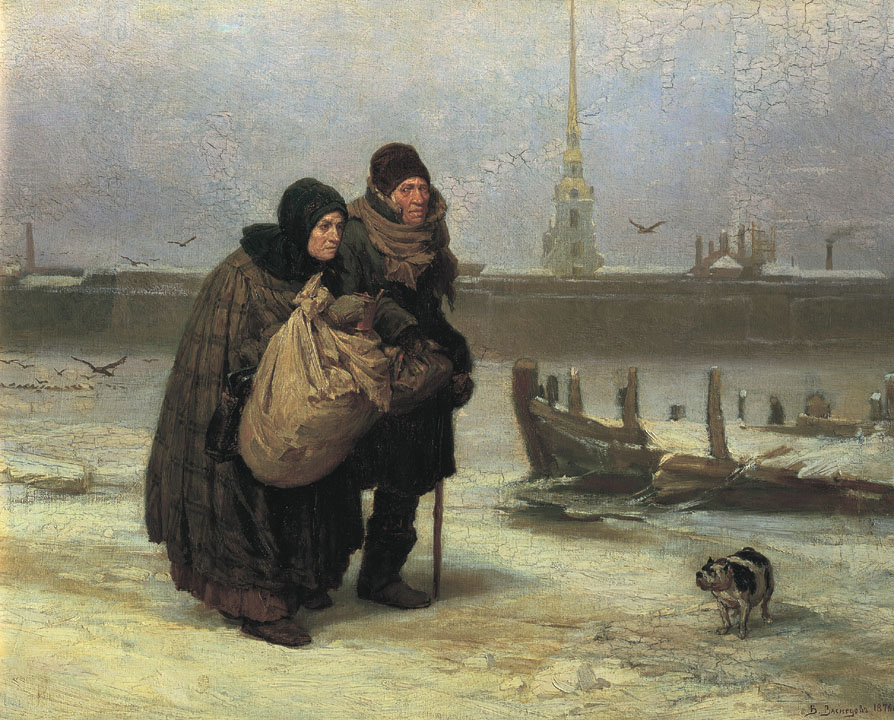
Moving House, 1876

Viktor Vasnetsóvnasceu na remota aldeia de Viatka em 1848. O seu pai, Mikhail Vasilievich Vasnetsov, era o padre local. Sendo um homem de intelecto filosófico e com educação superior era conhecido o seu interesse pelas ciências naturais, astronomia e pintura. O seu avô tinha sido um pintor de ícones religiosos e dois dos seus três filhos, Viktor e Apollinary, tornaram-se pintores reconhecidos, tendo o terceiro tornado-se professor. Numa carta, onde recorda a sua infância, enviada a Vladimir Stasov, Vasnetsóv recorda como "tinha vivido com crianças camponesas e sempre gostara delas como amigas e não como narodnik".

### Viatka (1858-1867)
Tendo estudado num seminário em Viatka desde os dez anos de idade, durante a época do verão Viktor e a sua família deslocavam-se para a cidade mercantil de Riabovo. Durante os seus anos de seminário Viktor teria trabalhado para um criador local de ícones e também auxiliado um artista exilado da Polonia, Michał Elwiro Andriolli, a executar afrescos para a catedral de Alexander Nevski em Viatka.
Após ter terminado o seminário, Viktor decidiu mudar-se para São Petersburgo para estudar arte, tendo vendido os seus quadros "Mulher na Colheita" e "Entregadora de Leite (ambos de 1867) de modo a poder juntar dinheiro para a viagem em direção á capital russa.
Esta sepultado no Cemitério Vvedenskoye.